# Церковь Александра Невского (Старая Майна)
Церковь Александра Невского — утраченный православный храм в пгт Старая Майна. Построен в 1872 году. Разрушен коммунистами в 1955 году.

## История
В 1872 году в селе Старая Майна (Богоявленское), тщанием прихожан, была сооружена ещё одна тёплая, крытая железом каменная церковь — Александро-Невская (или Гославская, по району расположения). Она являлась приписной к Богоявленскому храму, значительно уступая ему в размерах и утвари. 
На 1930 год Александро-Невская церковь числилась закрытой и без клира, но в 1934 по 1935 год вновь открывалась.
Перед затоплением, в 1955 году, Александро-Невскую церковь разрушили.

## Архитектура
Здание выполнено в псевдорусском стиле, представляет собой распространённый тип — «Корабль». К его основному объёму примыкают два притвора. Сооружение продолжается небольшой трапезной, к которой примыкает двухъярусная колокольня. На четверик основного здания опирается цилиндрический световой барабан с куполом-луковицей, увенчанный крестом. Основание колокольни — четверик с усечёнными углами. Полуоткрытый второй ярус является ярусом звона, он увенчан куполом-луковицей с крестом. На западной стене звона находится ниша с расположенной в ней иконой. Храм двухсветный, нижний и верхний свет решены полуциркульными окнами, обрамленными наличниками. Притвор закрытый, выполнен в виде закомара. Церковь ограждена металлической оградой с кирпичными столбами. Вход осуществляется через входную арочную группу.

## Настоятели
- с 27 сентября 1934 г. по 1935 г. служителем церкви был Александр Михайлович Лавров[1].